# Indolestes extraneus
Indolestes extraneus là loài chuồn chuồn trong họ Lestidae. Loài này được Needham mô tả khoa học đầu tiên năm 1930.